# Trebnja Gorica
Trebnja Gorica – wieś w Słowenii, w gminie Ivančna Gorica. W 2018 roku liczyła 70 mieszkańców.